# Jón Dan Jónsson
Jón Dan Jónsson (* 10. März 1915 in Brunnastaðir, Vogar; † 27. Februar 2000 in Reykjavík) war ein isländischer Schriftsteller.

## Leben
Jóns Eltern waren der Bauer Jón Einarsson und dessen Frau Margrét Pétursdóttir. Jóns Mutter starb 1918 an der Spanischen Grippe, zwei Jahre später verlor er auch den Vater. Er wuchs bei einer Pflegefamilie auf. Nach seinem Schulabschluss 1933 arbeitete er zunächst in verschiedenen anderen Berufen, bis er 1946 Finanzbeamter wurde.
1959 veröffentlichte Jón sein erstes Buch, die Novellensammlung Þytur um nótt. Als seine wichtigsten Werke gelten einige seiner Romane.

## Werke

### Romane
- Sjávarföll (1958)
- Tvær handinjasögur (1960)
- Atburðirnir á Stapa (1973)
- Síðasta kvöld í hafi (1977)
- Stjörnuglópar (1980)
- Viðjar (1982)
- Bréf til afa (1985)
- 1919 – árið eftir spönsku veikina (1987)

### Schauspiele
- Brönugrasið rauða (1969)
- Upp á fjall að kyssat (1971)

### Sonstiges
- Þytur um nótt (Novellen, 1956)
- Sögur af sonum (Kurzgeschichten, 1989)